# 興國賓館

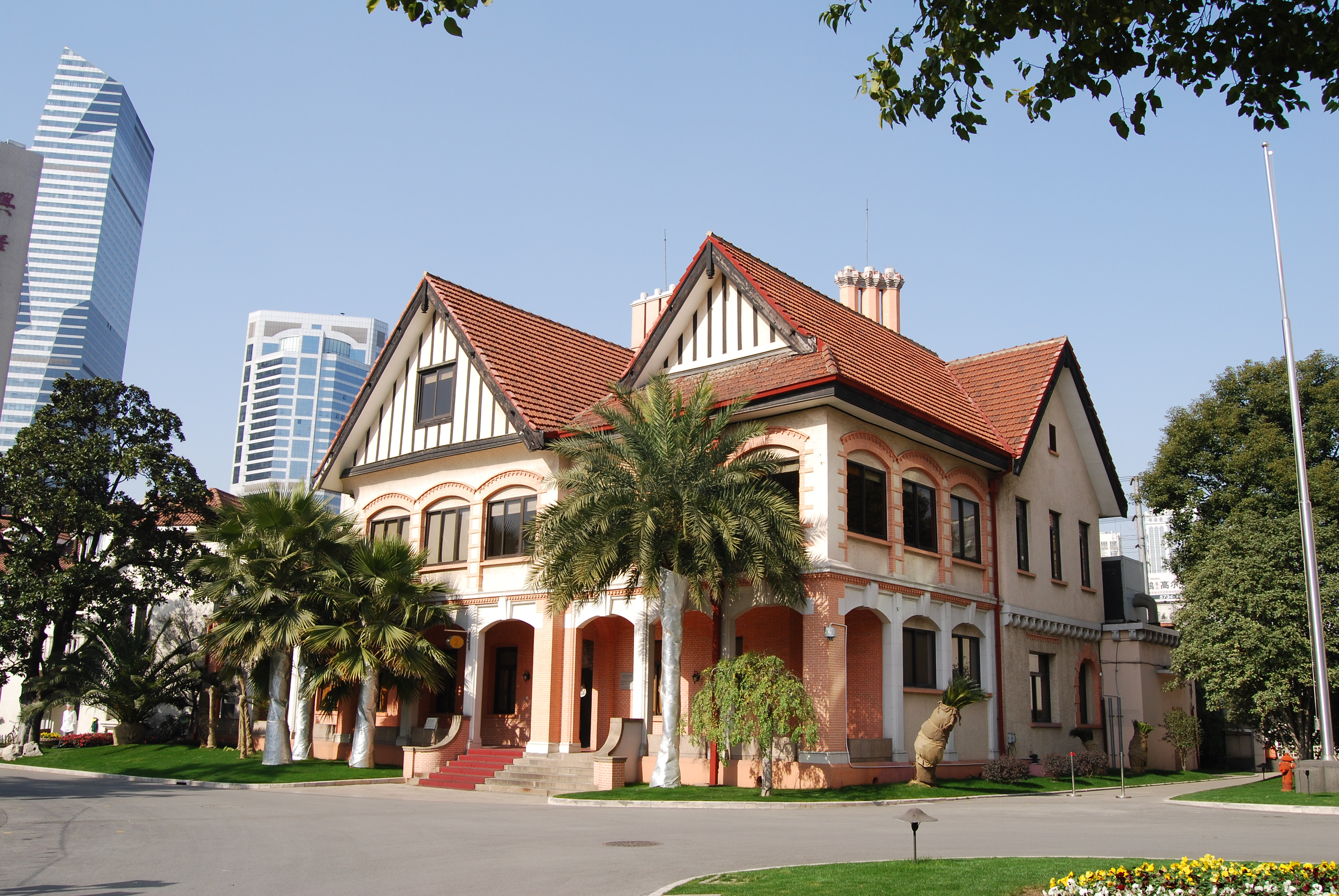
興國賓館2號樓

興國賓館是上海市的花園別墅賓館，有一個7万余平方米的花园。这里是上海市中心最大的别墅群，共有20多幢别墅，大多建于1920-30年代。這一區原本是太古洋行的高層住宅區，包括興國路住宅在內的眾多建築都是上海市優秀歷史建築。1949年後，太古洋行撤出中國大樓，太古洋行高層的住宅大樓也被改為中共上海市委的招待所，並且得名兴国招待所。改革開放之後的1979年，兴国招待所改名為興國賓館。兴国宾馆之後起了個全称叫作上海兴国丽笙宾馆。除了1號樓之外，2號樓、6號樓也是上海市優秀歷史建築。